# Chorizagrotis norwegica
Chorizagrotis norwegica là một loài bướm đêm trong họ Noctuidae.